# Luis Gerardo Tovar
Luis Gerardo Tovar (Caracas; 4 de octubre de 1932 - Ibídem, 25 de octubre de 1991) fue un actor, locutor y declamador venezolano.

## Biografía
Luis Gerardo Tovar se inició en el mundo artístico al estudiar Teatro en el Liceo Fermín Toro de Caracas junto a Román Chalbaud y bajo la tutela de Alberto de Paz y Mateos. Posteriormente se marchó a París a estudiar Teatro con el dramaturgo rumano Eugene Ionesco y trabajó durante un año como escritor y locutor para América Latina en la BBC de Londres, además que también trabajó en otras radioemisoras europeas como Radio Francia Internacional, Deutsche Welle, RAI y la Radio Nacional de España. Tras innumerables reconocimientos, Tovar también participó como actor en varias telenovelas del canal Venevisión (entre ellas La loba y Daniela) y en las películas Caín adolescente de Román Chalbaud y Le Sauvage, al lado de Catherine Deneuve e Yves Montand.
Tovar incursionó en el medio discográfico como declamador, usando como música de fondo canciones previamente conocidas de diferentes artistas (como el grupo italiano "The comunicatives" y la agrupación venezolana "Punto Sur"). Este tipo de declamación denominada “Canción Hablada” se hizo famosa a finales de los 60 y comienzos de los 70 en las voces de diversos actores y locutores, como Clemente Vargas Jr., y algunas de las letras de estos poemas fueron escritas por él o por sus colaboradores. 
Además de lo anterior, Tovar trabajó como locutor en radio, televisión, cine y publicidad. En este último caso, algunas empresas buscaron su voz grave, la cual se hizo "emblemática" para diversos productos e, igualmente, elaboró por mucho tiempo los guiones de espectáculos como el certamen Miss Venezuela. Su trabajo en la locución fue de tal magnitud que llegó a ser la voz oficial de las propagandas institucionales del gobierno del presidente Luis Herrera Campins (1979-1984), así como también fue la voz para la comunidad hispana en Estados Unidos del Partido Republicano durante la campaña para las Elecciones presidenciales de 1984.
A principios de la década de 1980 Tovar conformó y fue el productor de la agrupación musical juvenil masculina Grupo Unicornio, por la cual ganó la XI edición del Festival de la OTI con el tema "Puedes contar conmigo" (celebrado en Lima, Perú, en 1982), el cual fue compuesto por él mismo. Más tarde, con la pieza titulada "La felicidad (está en un rincón de tu corazón)", también de su autoría e interpretada por el cantante Alfredo Alejandro, se hizo acreedor de su segundo galardón (en la XVI edición del Festival de la OTI celebrado en Lisboa, Portugal, en 1987) y se posicionó como el primer compositor ganador en dos oportunidades por mejor composición en ese reconocido festival.
En 1982 Tovar realizó la adaptación para televisión del cuento infantil venezolano La Cucarachita Martínez de Antonio Arraiz, la cual fue protagonizada por Joselo y Mary Soliani como figuras principales, el cual fue transmitido por Venevisión el 25 de diciembre de ese año. También realizó otro musical llamado Secretos del Triunfo, basado en las experiencias de los ensayos de la edición de 1985 del Miss Venezuela, transmitido también por Venevisión el 2 de mayo de ese mismo año.
Luego de un cúmulo de experiencias en el mundo del espectáculo y la canción, el actor se retiró de la televisión para dedicarse a escribir piezas teatrales infantiles, oficio que le hizo merecedor del Premio Municipal de Dramaturgia Infantil Aquiles Nazoa en 1985. Su último trabajo para la televisión fue como libretista del programa de entrevistas Tú y Yo con... el cual era transmitido por Televen y conducido por el periodista, dramaturgo, actor y presentador de radio y televisión Carlos Omobono.
Luis Gerardo Tovar falleció el 25 de octubre de 1991, en Caracas, a causa de un paro respiratorio.

## Filmografía

### Cine
- Caín adolescente (1959) ... César
- Acción en Caracas (1967)
- Punto débil (1973)
- Le Sauvage (1975) ... Rivero
- Los muertos sí salen (1976)
- Hombres del mar (1977)
- Tatuy, Mérida uno (1978)
- Historias de amor y brujería (1980)

### Televisión

#### Telenovelas
- Mi secreto me condena (Canal 11 de Televisión, 1967)
- La loba (Venevisión, 1973) ... Alirio Santos Moncada
- La Guaricha (Venevisión, 1973-74)
- Isla de brujas (Venevisión, 1974)
- La señorita Elena (Venevisión, 1975)
- Mariana de la noche (Venevisión, 1975-76)
- Daniela (Venevisión, 1977) ... Pancho Villarroel
- El Despertar (Venevisión, 1980) ... Juan Vicente Gómez
- Siempre hay un mañana (Venevisión y Producciones Generales, S.A. (Progesa), 1986)

#### Series y Miniseries
- El bandido de Aragua (Venevisión, 1975)

#### Otros Programas
- Hoy mismo (Venezolana de Televisión, 1982) ... Conductor (junto con Susana Duijm)

## Discografía
Los siguientes discos fueron editados por la disquera Velvet Música de Venezuela y en formato de Long Play.

### Santo Domingo (1967)
Casi por accidente, un día de 1967 el artista grabó en un estudio de grabación de Alemania Occidental el tema "Santo Domingo", con el respaldo instrumental y vocal del grupo italiano The Communicatives, sencillo que ocupó los primeros lugares en difusión en países europeos como Alemania, Luxemburgo, España y Austria, así como en México, Estados Unidos y Venezuela.
01 - Santo Domingo.

02 - Poema.

03 - Hace una larga angustia.

04 - Yo te amo (cantado por Silvia Mendoza).

05 - Monja.

06 - Aunque tú no lo sepas.

07 - Desiderata.

08 - Cuando la hora del olvido llegue.

09 - Fuiste tú (cantado por Silvia Mendoza).

10 - En mi soledad.
(Los temas 1 y 5 con pista instrumental y vocal con el grupo The Communicatives).
Temas arreglados por Arnoldo Nali, Horacio Malvicino y Tito Iglesias.
Producción: Luis Rivero Bruzual y Fabián Ross.
Es de hacer notar que este Long Play fue reeditado en 1976 por la misma disquera Velvet Música de Venezuela con el título de Santo Domingo y acreditado como "Luis Gerardo Tovar con el Quinteto Venezuela".

### Tu Amor (1976)
Este Long Play, cuya edición fue hecha en Colombia, recopila algunos de los temas previamente grabados por Luis Gerardo Tovar en ese país.
01 - Enmanuelle (Tu amor).

02 - Aunque tú no lo sepas.

03 - Isla Verde (Solo quiero mirar para atrás).

04 - Si yo pudiera tener.

05 - Uno.

06 - El hijo que no he tenido.

07 - Sayonara, amor.

08 - Te perdí (Nunca digas nunca).

09 - Santo Domingo.

10 - Cuando la hora del olvido llegue.
Este LP también es conocido en Venezuela como Isla Verde.

### Historia d'O (1977)
01 - Historia d'O.

02 - Torneró.

03 - Yo soy así y tu no podrás cambiarme.

04 - Nuestros tiempos juntos.

05 - Gretta Garbo.

06 - Mimí.

07 - Sólo se que estoy contigo.

08 - El día que me quieras.

09 - Pienso en ti.

10 - Si no has cambiado, no vuelvas.

### Te Amaré (1978)
01 - Te Amaré.

02 - Terciopelo.

03 - A Florinda en invierno, poema del escritor venezolano Andrés Eloy Blanco y música de Rubén Amado.

04 - A Puerto Rico, poema escrito por Luis Gerardo Tovar y música de Mario Selles, uno de los arreglistas de este disco.

05 - No tengo tiempo (Neimar do Barros).

06 - Te Amo (Poema de Luis Gerardo Tovar, con música de fondo de Umberto Tozzi.

07 - Te Fuiste (Guillermo Ramírez y Poggy Almendra).

08 - Ojala llueva mañana. (Guillermo Ramírez y R. Dupont).

09 - Esas pequeñas cosas (Café Negro), poesía de Roberto Vicario.

10 - Hoy vuelvo de nuevo, poesía de Thomas Fundora.
Temas arreglados por Horacio Malvicino, Jesús Gluck y Mario Selles.
Dirección artística: Luis Rivero Bruzual y Ernesto Duarte.

### Luis Gerardo Tovar, Volumen V (1978)
01 - Quisiera decir tu nombre.

02 - Ausencia.

03 - Te cambio.

04 - Melisa.

05 - No hay confusión.

06 - Suspirar.

07 - Me da miedo.
	
08 - Tu tiempo.

09 - Atacan las águilas.

10 - Niño otra vez.
Temas arreglados por Rafael Ferro, Jesús Gluck y Mario Selles.
Dirección artística: Luis Rivero Bruzual y Ernesto Duarte.

### Qué se puede hacer con el amor (1979)
01 - Qué se puede hacer con el amor.

02 - Recuerdos de otros tiempos.

03 - Dedicado a la persona que amo.

04 - Qué se puede hacer con los sueños.

05 - A ti.

06 - Como antes.

07 - Poco a poco.

08 - Una canción para ti.
	
09 - Tu calle.

10 - Eterno.
Temas arreglados por Rafael Ferro y Mario Selles.
Dirección artística: Luis Rivero Bruzual y Ernesto Duarte.

### Poemas de amor de José Ángel Buesa (1986)
Este Long Play fue grabado por Luis Gerardo Tovar junto con grupo Punto Sur.
01 - Se deja de querer.

02 - Tendrás que ser mía.

03 - Domingo triste.

04 - Poema del amor ajeno.

05 - Renunciamineto.

06 - Carta a usted.

07 - La culpa.

08 - Amor que pasa.

09 - No Valías la pena.

10 - Pecado.

### Otros temas
- Culpa.
- Poema - Las letras de tu nombre.
- Cielito lindo.
- Pienso en ti.
- Mi amigo (con el grupo Punto Sur).
- Rosas del ayer (con el grupo The Communicatives).
- Mi María (con el grupo The Communicatives).
- Carta a una teenager (con el grupo The Communicatives).
- Madonna de Guadalupe (con Silvia Mendoza y el grupo The Communicatives).